# Charles Vinci
Charles Thomas Vinci Jr. (Cleveland, Ohio, 28 de febrero de 1933 – Elyria (Ohio), 13 de junio de 2018) fue un halterófilo estadounidense. 
Consiguió, a los 23 años, dos oros en los Melbourne 1956 y Roma 1960 en la categoría de -56 kg.
A lo largo de su carrera ganó dos medallas en el Campeonato Mundial de Halterofilia y dos más en los Juegos Panamericanos. Fue campeón de su país entre 1954 y 1956 y entre 1958 y 1961.

## Palmarés internacional
| Juegos Olímpicos   | Juegos Olímpicos      | Juegos Olímpicos | Juegos Olímpicos |
| Año                | Lugar                 | Medalla          | Categoría        |
| ------------------ | --------------------- | ---------------- | ---------------- |
| 1956               | Melbourne (Australia) | Medalla de oro   | +56 kg           |
| 1960               | Helsinki (Finlandia)  | Medalla de oro   | +56 kg           |
| Campeonato Mundial |                       |                  |                  |
| Año                | Lugar                 | Medalla          | Categoría        |
| 1955               | Múnich (RFA)          | Medalla de plata | +56 kg           |
| 1959               | Estocolmo (Suecia)    | Medalla de plata | +56 kg           |